# Slag bij Chantilly
De Slag bij Chantilly vond plaats op 1 september 1862 in Fairfax County, Virginia tijdens de Amerikaanse Burgeroorlog. Deze slag is ook bekend als de Slag bij Ox Hill. Deze confrontatie was het einde van de veldtocht in Noord-Virginia.

## Achtergrond
Na de nederlaag van het Noordelijke leger op 30 augustus in de Tweede Slag bij Bull Run trok generaal-majoor John Pope zijn leger terug naar Centreville, Virginia.
De terugtocht begon na het invallen van de duisternis waarbij het III Corps van generaal-majoor Irvin McDowell als achterhoede fungeerde. Het leger trok de Bull Run over. Het I Corps van generaal-majoor Franz Sigel was de laatste die de brug overstak en daarna ook vernietigde. Generaal Robert E. Lee zette diezelfde avond de achtervolging niet in omdat zijn Army of Northern Virginia te uitgeput was. Ze hadden de voorbije twee weken verschillende slagen uitgevochten met de vijand. Hierdoor kon het II Corps van generaal-majoor Nathaniel P. Banks zijn stellingen bij Bristoe Station consolideren. Ook slaagden het II, V en VI corps van het Army of the Potomac erin om dichter bij Popes leger te geraken.
In de vroege ochtend van de 31ste augustus begon Pope de greep op zijn leger te verliezen. De nederlaag bij Bull Run had zijn vastberadenheid gebroken. Hij twijfelde over de volgende te nemen stap. Hij wist dat Washington een offensieve aanpak verlangde, maar Pope vreesde een nieuwe aanval van Lee voor hij zijn eigen leger opnieuw slagvaardig kon maken. Na een vergadering belegd te hebben met zijn korpsbevelhebbers ging Pope akkoord om het leger verder richting Washington terug te trekken. De opperbevelhebber, Henry W. Halleck stuurde een bericht dat het leger opnieuw de aanval moest openen op Lee.
Lee had ondertussen zijn eigen plan in werking doen treden waardoor Pope definitief het initiatief zou verliezen. Lee stuurde generaal-majoor Thomas J. "Stonewall" Jackson rond de rechterflank van Popes leger. De cavalerie van generaal-majoor J.E.B. Stuart werd als verkenningseenheid vooruit gestuurd. Generaal-majoor James Longstreets divisies bleven die dag ter plaatse om Pope te doen geloven dat het Zuidelijke leger ter plaatse bleef. Ondertussen voerde Jackson de flankeerbeweging uit en veroverde hij Germantown. Deze nederzetting lag op de vluchtroute van Popes leger. Jacksons soldaten waren moe en hongerig. Ze kampeerden die nacht bij Pleasant Valley op ongeveer 5 km van Centreville. Ook Pope liet zijn leger rusten toen de avond viel op 31 augustus. Hij was niet op de hoogte van de vijandelijke flankeerbeweging.
Tijdens die nacht zou Pope door nieuwe berichten van gedachten veranderen. Een stafofficier arriveerde van Germantown met de boodschap dat het belangrijke kruispunt aldaar aangevallen was door een sterke Zuidelijke cavalerie-eenheid. Gelukkig voor Lee en Stuart deed Pope dit voorval af als zijnde een kleine vijandelijke patrouille. Toen enkele uren later twee Noordelijke cavaleristen rapporteerden dat zij ten oosten van Little River Turnpike een grote eenheid vijandelijke infanterie hadden gezien, realiseerde Pope zich dat het leger in gevaar verkeerde. Hij vaardigde bevelen uit voor een aanval en liet zijn leger verder terugtrekken van Centreville naar Washington. Hij stuurde ook verkenners uit om te achterhalen waar de vijand zich bevond.

## De slag

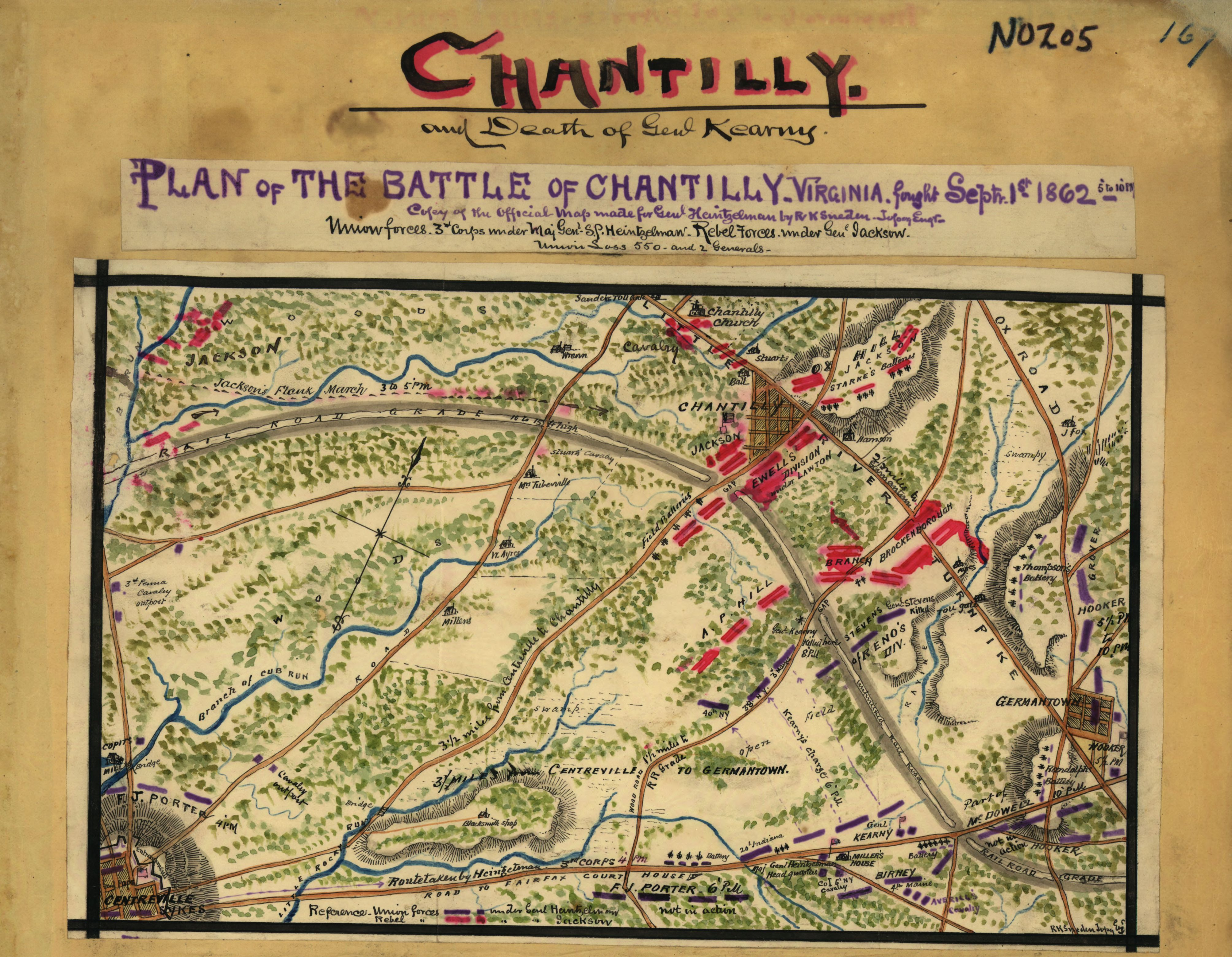
Overzichtskaart van de slag

In de vroege ochtend van 1 september beval Pope generaal-majoor Edwin V. Sumner een brigade uit te sturen om de omgeving te verkennen. De cavalerie was te uitgeput om de opdracht uit te voeren. Ondertussen zette hij de terugtocht richting Washington verder. Hij stuurde McDowell’s korps naar Germantown om het strategisch belangrijke kruispunt te bezetten. Hij stuurde twee brigades van generaal-majoor Jesse. L. Renos Corps onder leiding van brigadegeneraal Isaac Stevens eropuit om de opmars van Jackson te blokkeren. De divisie van generaal-majoor Philip Kearny zou later die dag volgen.
Jackson vatte de opmars naar het zuiden weer aan. Er werd weinig vooruitgang geboekt omdat zijn soldaten hongerig en moe waren. Het slechte weer was eveneens een vertragende factor. Ze waren maar 5 km opgerukt toen ze Ox Hill ten zuidoosten van Chantilly bezetten. Rond 15.00u botsten ze op de drie brigades van Stevens. Hoewel ze in de minderheid waren, viel Stevens toch aan. Ze vielen brigadegeneraal Alexander Lawtons divisie in het vijandelijke centrum aan over een grasveld. De aanval kende initieel succes waarbij een Zuidelijke brigade de benen nam en een andere brigade het zwaar te verduren kreeg. Een tegenaanval van Jubal Earlys brigade stopte de aanval. Stevens sneuvelde rond 17.00u.
Rond deze tijd arriveerde Kearny met zijn divisie. Hij stelde brigadegeneraal David B. Birneys brigade naast Stevens linkerflank en gaf bevel tot de aanval. Birneys aanval veranderde in man-tegen-mangevechten met generaal-majoor A.P. Hills divisie. Kearny kwam per ongeluk in de Zuidelijke linies terecht en sneuvelde. Toen de twee andere brigades van Kearnys divisie arriveerden, trok Birney zich terug. Dit was het einde van de slag.

## Gevolgen
In de loop van de nacht arriveerde Longstreet om Jacksons troepen af te lossen en de slag de volgende dag voort te zetten. Het Noordelijke leger trok zich terug naar Germantown en Fairfax Court House. Hoewel de slag tactisch onbeslist bleef, was Jackson er niet in geslaagd om de flank van Popes leger te keren en hun terugtocht tegen te houden. Twee Noordelijke generaals vonden de dood. Pope zette de terugtocht verder naar de veilige fortificaties rond Washington. Lee trok op richting Maryland wat in de Slag bij Antietam zou resulteren. Het Army of the Potomac nam de soldaten van Popes leger op in hun eigen rangen. Het Army of Virginia werd ontbonden.